# Rođenje tragedije
Rođenje tragedije iz duha glazbe djelo je njemačkog filozofa Friedricha Nietzschea objavljeno prvi put 1872. godine. Ovo je njegovo prvo objavljeno filozofsko djelo i zajedno s Vremenu neprimjerenim razmatranjima predstavlja rani period njegova filozofskog stvaralaštva. Fokalna točka djela jest polemika o položaju tragedije u starogrčkoj umetnosti, njezinim korijenima u dionizijskim obredima, potom i uništenjem od strane Sokrata i Euripida te, na koncu, njezinom "ponovnom rođenju" u suvremenoj kulturi kroz muzičke drame Richarda Wagnera.

## Nastanak
Nietzsche je Wagnera upoznao 6. studenog 1868. godine u Leipzigu; samo jedanaest dana prije toga slušao je izvođenje predigri za „Tristana i Izoldu“ i „Majstore pjevače“. Bio je oduševljen operama, a nedugo zatim, posredstvom zajedničke poznanice, upoznaje i samog kompozitora. Od 1869. godine provodi sve više vremena s Wagnerom, koji mu postaje ne samo prijatelj, već i očinska figura (osim što je bio rođen iste godine kao i Nietzscheov pokojni otac, Wagner je na njega i ličio; suvremena istraživanja njihova rodoslovlja pokazuju kako su Wagner i Nietzsche ustvari bili rodbinski povezani preko svojih majki, a ove činjenice nisu bili svesni). Naročito ih je zbližilo uzajamno obožavanje Schopenhauera.
U Rođenju tragedije bitno se osjeti utjecaj Wagnera i Schopenhauera. Rad na djelu započet je početkom 1871. godine; Nietzsche je dobio dopust da otputuje sa Sveučilišta u Baselu, gdje je bio profesor filologije, zbog lošeg zdravlja, i sa sestrom Elisabeth otišao je u Lugano, gdje, kako ona izvještava, neprestano radi na svojoj prvoj knjizi. U predgovoru koji je naslovljen Proslov Richardu Wagneru jasno daje do znanja kako je knjiga posvećena upravo Wagnerovu glazbenom stvaralaštvu.

## Izdanja
Knjiga je izdana početkom 1872. godine, s gore spomenutim predgovorom. Objavljena je od strane Wagnerovog izdavača, Fritscha. Drugo izdanje izašlo je iz štampe 1874. godine, a u njega Nietzsche unosi i neke tekstualne izmjene. Pošto se kasnije u dobroj mjeri udaljio od stavova iznesenih u „Rođenju tragedije“, Nietzsche se u trećem izdanju iz 1886. njega gotovo i odrekao: uz ovo izdanje izašao je, kao novi predgovor, njegov „Pokušaj samokritike“.
U „Pokušaju samokritike“, Niče, sada već u zrelom razdoblju svojega stvaralaštva, žestoko kritizira svoj prvenac: „Ponavljam, danas je to za mene nemoguća knjiga - loše napisana, nezgrapna, mučna, pomamna na slikovito izražavanje i zbrkana zbog silne slikovitosti, sentimentalna, tu i tamo zašećerena do ženstvenosti, nejednaka u tempu, bez volje da postigne logičku čistoću, veoma uvjerena u sebe pa zato izbjegava dokazivanja, kao knjiga za posvećene, kao „muzika“ za one što su kršteni u ime muzike, od samog početka povezani zajedničkim i rijetkim umjetničkim doživljajima, kao znak raspoznavanja za krvne srodnike in artibus - nadmena i sanjarska knjiga koja se od profanum vulgus „obrazovanih“ već unaprijed ograđuje još više nego od „naroda“, ali koja, kako je dokazalo i dokazuje njezino djelovanje, mora prilično dobro da se razumije i u pronalaženje sličnih sanjara pa da ih odmami na nove tajne puteve i igrališta“.
U izdanju iz 1906. godine (šest godina nakon Nietzscheove smrti), naslov je promijenjen u „Rođenje tragedije, ili: Helenstvo i pesimizam“. Samom se Nietzscheu taj naslov svojevremeno činio boljim, tako da ova izmjena nije bila bez osnova.

## Vanjske poveznice
- „Rođenje tragedije“ u izvornom tekstu na njemačkom jeziku[neaktivna poveznica]
- Engleski prijevod „Rođenja tragedije“.[neaktivna poveznica]